# Мама Люба (пісня)
«Мама Люба» — пісня, записана російської поп-групою Serebro. Англомовна версія пісні, під назвою «Mama Lover», була презентована на фестивалі «Europa Plus Live» 30 липня 2011 року та стала заголовним треком другого студійного альбому групи. Автором тексту, як в англомовній, так і в російськомовній версії, є солістка групи Ольга Серябкіна, автором музики — російський музичний продюсер Максим Фадєєв. Прем'єра пісні «Mama Lover» відбулася на порталі TopHit.Ru 8 серпня, пісні «Мама Люба» — 12 вересня 2011 року.

## Комерційний успіх
Найвищою позицією синглу став 8 рядок у загальному радіочарті СНД (Tophit Загальний Топ-100), однак пісня 9 тижнів поспіль займала 1 місце чарту за заявками радіослухачів СНД (Tophit Топ-100 за заявками), перебувала на 19 місці в airplay чарті Мексики, на 5 місці в airplay чарті Латвії, кілька тижнів поспіль очолювала airplay чарт Італії, ставши найбільш ротованою італійськими радіостанціями піснею за підсумками літа 2012 року. Пісня «Мама Люба» очолювала чарт найбільш продаваних цифрових треків в Росії, за інформацією компанії 2М і Lenta.ru, за підсумками року посіла 7 сходинку в російському чарті продажів. Пісня увійшла в офіційні чарти продажів в Іспанії, Італії, Румунії, Бельгії та Чехії, а також в загальноєвропейський чарт продажів цифрових треків («Euro Digital Songs»). Пісня також входила в «iTunes Dance Chart» різних європейських країн: в Нідерландах вона дісталася до 23 рядка, у Швейцарії до 76, у Норвегії до 88, у Фінляндії до 37 сходинки, в Німеччині до 44, у Франції до 33, в Бельгії до 11 рядка, в Іспанії до 6, в Італії до 1 рядка. Сингл також очолював італійський, бельгійський і мексиканський клубні чарти і досяг 5 позиції в Music Week UK Club Chart Top 40 у вересні 2012 року, а також дістався до 5 позиції в Commercial Pop Club Chart Великої Британії.. У серпні 2012 року сингл «Mama Lover» був сертифікований FIMI як платиновий в Італії. Продаж синглу в цій країні перевищив позначку в 30 тисяч екземплярів.